# Тканевой активатор плазминогена
Тка́невой актива́тор плазминоге́на — белок, относящийся к группе секретируемых протеаз, превращающий профермент плазминоген в активную форму — плазмин, являющийся фибринолитическим ферментом. Синтезируется в виде одной цепи аминокислот, соединяющиейся с плазминогеном при помощи дисульфидных мостиков. Участвует в процессах ремоделирования тканей и миграции клеток. Гиперактивация фермента приводит к повышенной кровоточивости, сниженная активность — к угнетению процессов фибринолиза, что может привести к тромбозам и эмболиям.
Используемые обозначения: PLAT, tPA.

## Генетика
В результате альтернативного сплайсинга из одного гена может образоваться три варианта транскриптов.

## Применение
Рекомбинантный тканевой активатор плазминогена используется в лечении заболеваний, сопровождающихся тромбообразованием: это инфаркт миокарда, тромбоэмболия лёгочной артерии и ишемический инсульт. Для полной эффективности препарат необходимо ввести в течение первых 6 часов. В медицинской практике альтеплаза применяется под названием Актилизе и выпускается немецкой фармацевтической компанией Boehringer Ingelheim.